# NGC 742
NGC 742 je galaksija u zviježđu Ribe.

## Vanjske poveznice
- SEDS: NGC 742